# A dilemma
A dilemma (The Dilemma) 2011-es amerikai dráma-vígjáték, főszereplői Kevin James és Vince Vaughn. A filmet Ron Howard rendezte.
A történet szerint a sikeres vállalkozó Ronny (Vince Vaughn) és a zseniális mérnök, Nick (Kevin James) a legjobb barátok és partnerek egy autós cégnél, ahol közös projekten dolgoznak, hogy híresek legyenek. Ronny meglátja Nick feleségét, Genevát (Winona Ryder) egy másik férfival csókolózni. Ronny keresi a lehetőségeket, hogyan mondja el Nicknek, amit látott.
A filmet teljes egészében Chicagóban forgatták.
2011. január 14-én mutatta be a Universal Pictures, az Amerikai Egyesült Államokban és Kanadában.
Rossz kritikákat kapott és a mozikban is megbukott, a film bevétele alig fedezte a gyártási költségeket.

## Cselekmény
|  | Alább a cselekmény részletei következnek! |

Ronny (Vince Vaughn) és Nick (Kevin James) jó barátok és partnerek egy kisebb autós cégnél. Ronnynak van egy hosszútávú kapcsolata barátnőjével, Beth-tel (Jennifer Connelly), míg Nick házas, Geneva (Winona Ryder) férje. A két férfi nemrég kapott lehetőséget arra, hogy egy környezetbarát autót tervezzen a Dodge számára.
Miközben Ronny egy botanikus kertben keresi a megfelelő helyszínt Beth kezének megkérésére, véletlenül észreveszi Nick feleségét csókolózni egy Zip (Channing Tatum) nevű férfivel. Zaklatottan ér haza, de hazudnia kell Bethnek, aki attól fél, hogy a munkával kapcsolatos stressz ismét felszínre hozta férje szerencsejáték-függőségét.
Ronny rászánja magát, hogy beszámoljon Nicknek a történtekről, de nem tudja neki elmondani, mert Nick figyelmét a közös munka nehézségei kötik le. Ronny ezután Genevát vonja kérdőre, aki biztosítja őt, hogy már nem találkozik Zippel, és megígéri, hogy amint Nick befejezte a projektet, bevallja neki az igazat. Ronny később rájön, hogy Geneva nem mondott igazat, továbbra is viszonya van Zippel. A nő azzal fenyegeti meg Ronnyt, hogy ha kitálal Nicknek, akkor azt fogja hazudni, hogy Ronny próbálkozott nála, és azt is elmeséli férjének, hogy még főiskolás korukban Ronnyval viszonyuk volt.
Ronny követi Genevát Zip házához, ahol titokban lefotózza őket. Zip azonban lefüleli Ronnyt, és összeverekszenek. Ronny végül összeverve és feldúltan érkezik meg barátnője szüleinek házassági évfordulójára, ahol a házastársak közti őszinteségről szóló provokatív pohárköszontőjét hallva Beth és Nick komolyan aggódni kezdenek Ronny miatt. A férfi egyre különösebben viselkedik, ezért mindenki szerencsejátékokkal kapcsolatos problémákra gyanakszik. Összejövetelt szerveznek számára, hogy segítsenek a „problémáján”, ahol Ronny elmondja az igazságot Nicknek és Geneva is beismeri a dolgot. Később Nick és Ronny tervét a Dodge elfogadja, Ronny pedig megkéri barátnője kezét.

## Szereplők
- Vince Vaughn –– Ronny Valentine (Haás Vander Péter)
- Kevin James –– Nick Brannen (Holl Nándor)
- Winona Ryder –– Geneva Brannen (Bogdányi Titanilla)
- Jennifer Connelly –– Beth (Gubás Gabi)
- Channing Tatum –– Zip (Dévai Balázs)
- Queen Latifah –– Susan Warner (Kocsis Mariann)
- Chelcie Ross –– Thomas Fern (Rosta Sándor)
- Amy Morton –– Diane Tutin (Ősi Ildikó)
- Clint Howard –– Plant Specialist (Cs. Németh Lajos)
- Rance Howard –– Burt (Baranyi László)
- Troy West –– Dr. Rosenstone (Tarján Péter)
- Laura Whyte –– Sue (Kassai Ilona)

## Fogadtatás
A dilemma rossz értékeléseket kapott a kritikusoktól, a Rotten Tomatoes weboldalon a film 24%-os értékelést szerzett, 158 kritika alapján (átlagosan 4,3 csillagot kapott a 10-ből). A Metacritic 46%-ra értékelte a filmet, 32 filmkritikus értékelése alapján. A Rotten Tomatoes így nyilatkozott: „A film rokonszenves szereplőkkel és érdekes témafeltevéssel büszkélkedhet, de »A dilemma« nem tudja eldönteni, mit tegyen velük; az eredmény egy giccses vígjáték és egy meglepően sötét komédia felemás keveréke.”

## DVD-megjelenés
Az Egyesült Államokban 2011. május 3-án jelent meg a film DVD-n és blu-ray lemezen. A DVD-eladásokból befolyt összeg körülbelül 6,8 millió dollár. Magyarországon 2011. június 9-én került kereskedelmi forgalomba a film DVD-változata.

## Fordítás
Ez a szócikk részben vagy egészben  a   The Dilemma című angol Wikipédia-szócikk ezen változatának fordításán alapul.  Az eredeti cikk szerkesztőit annak laptörténete sorolja fel. Ez a jelzés csupán a megfogalmazás eredetét és a szerzői jogokat jelzi, nem szolgál a cikkben szereplő információk forrásmegjelöléseként.